# 長陵 (漢)
長陵（ちょうりょう）は、中国の陝西省咸陽市渭城区窯店街道三義村にある漢の高祖劉邦と呂后の合葬墓である。

## 概要
紀元前195年に劉邦が長楽宮で死去すると、長陵に葬られた。紀元前180年に呂后が死去すると、同じく長陵に葬られた。
長陵陵園の西側に高祖陵があり、その東南280メートルのところに呂后陵がある。陵園の東には陪葬墓63基があり、蕭何・曹参・周勃・戚夫人らが葬られている。
1965年、長陵の陪葬墓から3000体あまりの彩色兵馬俑が出土した。1988年、国務院により長陵は全国重点文物保護単位に指定された。